# El show de los libros
El show de los libros fue un programa cultural de televisión chileno transmitido por Televisión Nacional de Chile, entre 1992 y 2002 y conducido por el escritor y Premio Nacional de Literatura, Antonio Skármeta.
El programa presentaba distintos temas literarios o libros, dependiendo de la temporada, siempre de una forma lúdica y ocupando varios recursos, como entrevistas a los escritores, críticos y cercanos al autor del libro, además de representaciones teatrales.
En su última temporada estaba compuesta de 10 capítulos, en los cuales se contaba la historia que había detrás de los 13 libros de la literatura nacional chilena.

## Versiones
Debido al fin de la producción, la productora, Nueva Imagen, realizó una versión internacional latinoamericana del programa, a través del canal People+Arts, con el nombre La torre de papel.
Para 2003, se decidió juntar a Antonio Skármeta con Augusto Góngora, quien conducía Cine Video, para fusionar los dos programas como es Coyote para Televisión Nacional de Chile.

## Premios
- Olas 1996[5]
- Midia (Mercado Iberoamericano de la Industria Audiovisual) 1997 al mejor producto televisivo y mejor programa de entretención.[5]

## Nominaciones
- Nominado en los Premios APES 2002, al mejor programa cultural.[6]
- Nominado en los Premios Altazor 2002, en el área de guion.[2]